# Ясс

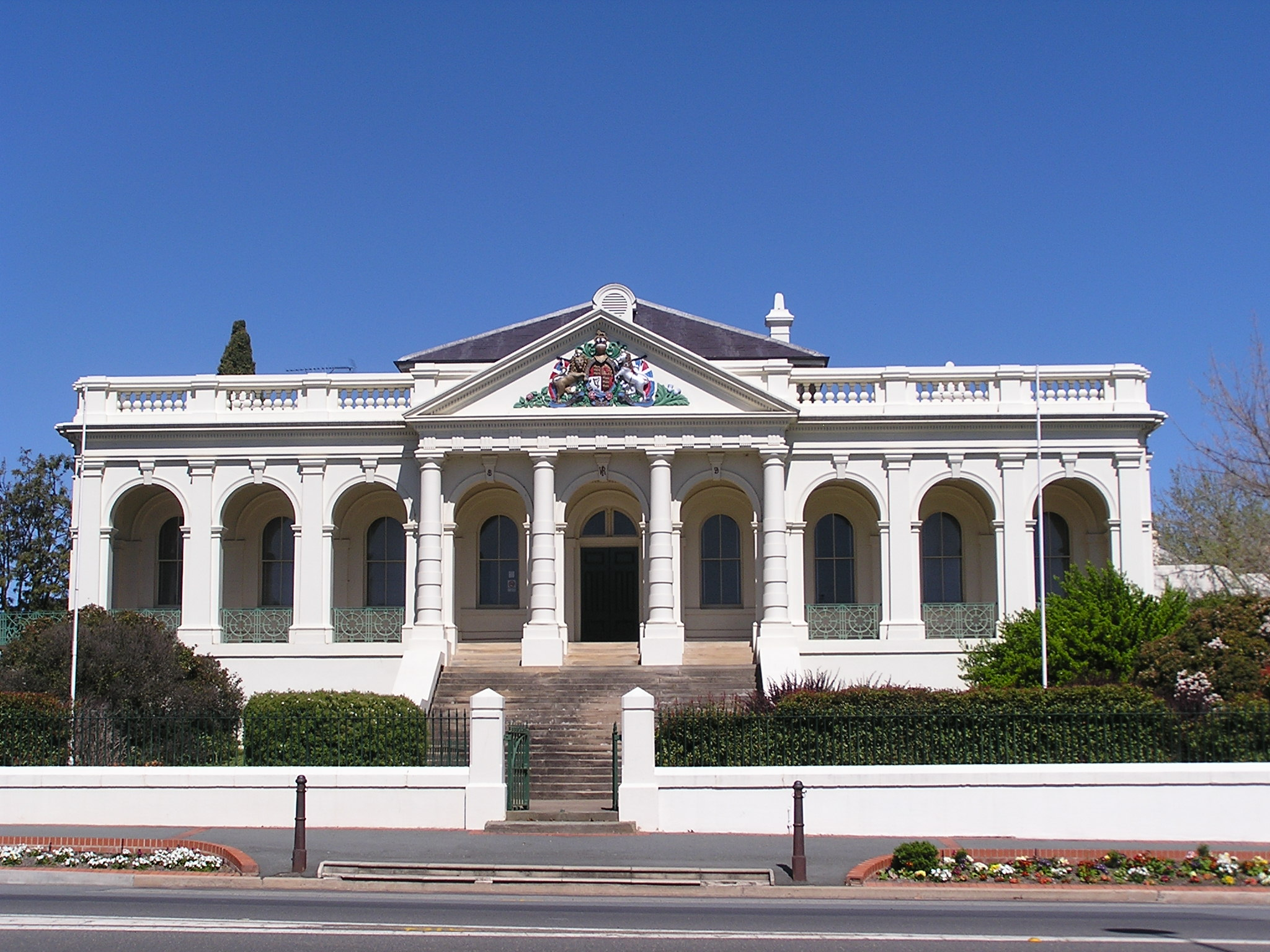

Ясс (англ. Yass) — город на юго-востоке Австралии, в штате Новый Южный Уэльс. Находится в 280 километрах к юго-западу от Сиднея и в 56 километрах от Канберры.

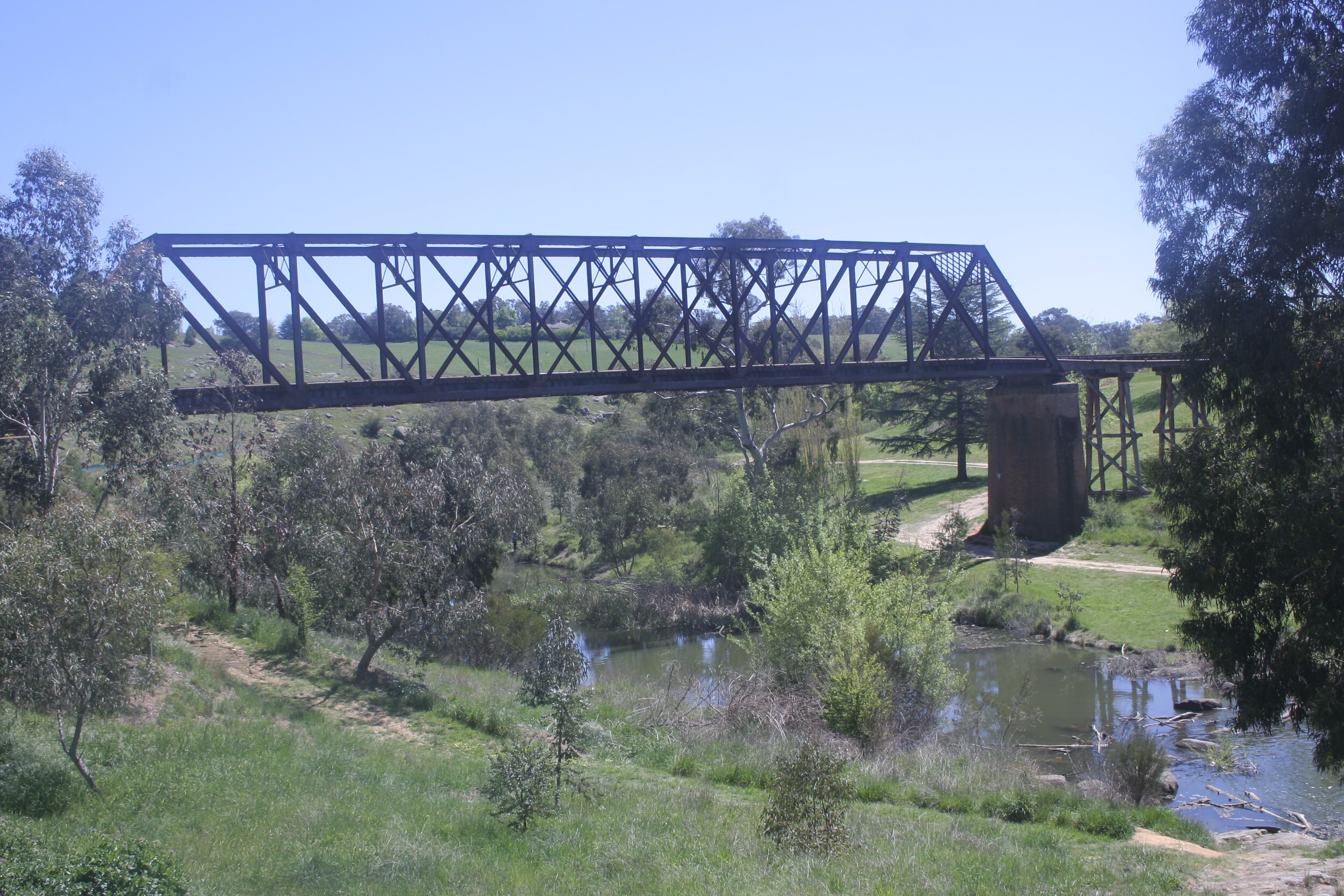
Железнодорожный мост через реку Ясс

Ясс основан в 1837 году. Название города происходит из языка аборигенов, переводится как «бегущая вода». Через территорию города протекает река Ясс.

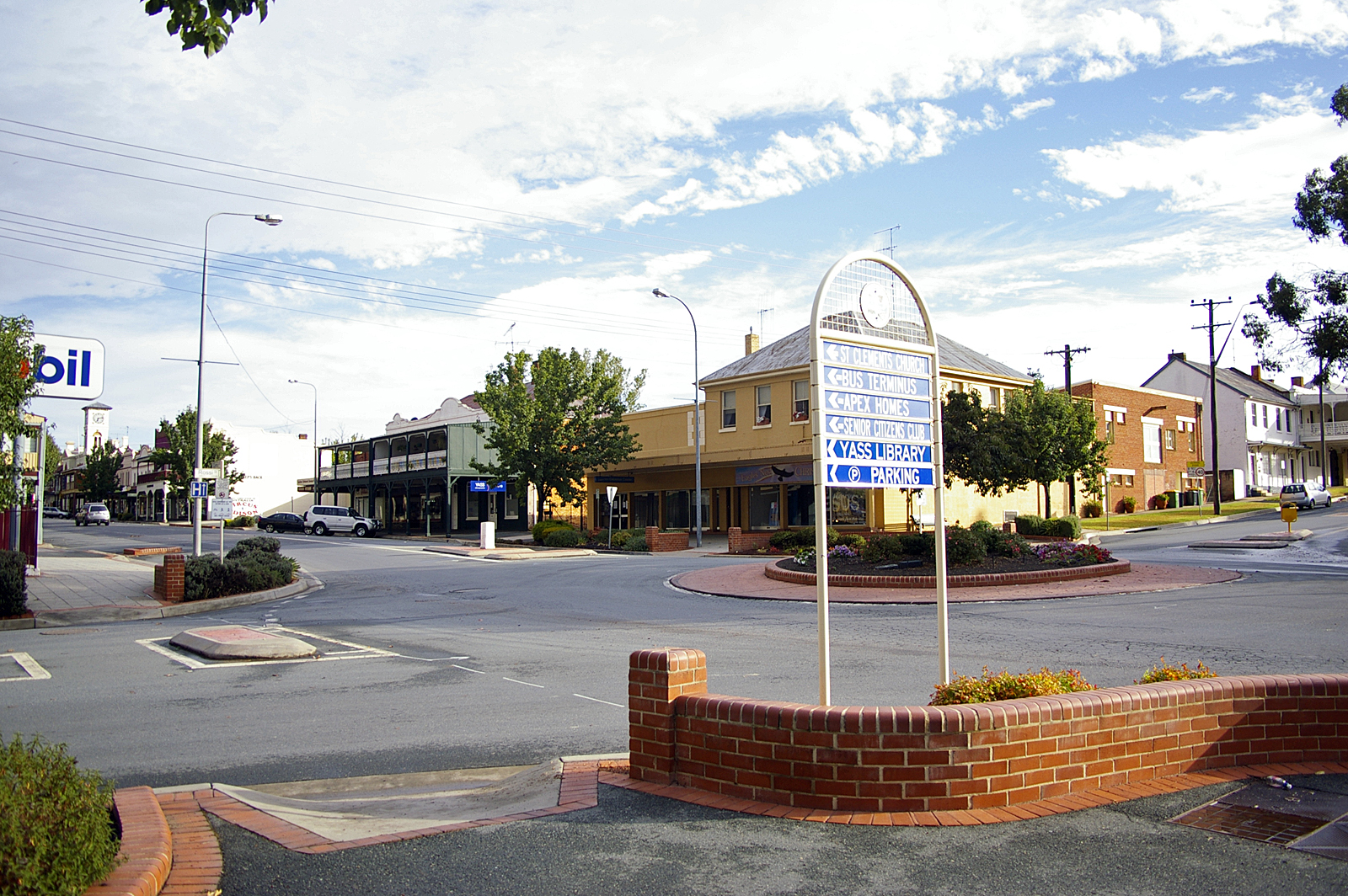

Население города — 5333 человек (2006).